# Keiko Abe
Keiko Abe (født 18. april 1937 i Tokyo Japan) er en japansk komponist, professor og marimbaspiller.
Abe er primært kendt for sine mange marimbakompositioner, og for at havde udviklet instrumentet i form af slagteknik, og flerkølle studier. Hun har også i samarbejde med Yamaha fabrikanterne udviklet en koncertmarimba som spænder over fem oktaver.
Hendes mest kendte komposition Michi hører til et af marimabaens standardværker.
Hun har været lærer og senere professor i percussion på Toho Gakuen School of Music siden 1970.

## Udvalgte værker
- Michi ( for solo Marimba )
- Dream of the Cherry Blossoms ( For Marimba )
- Variations on Japanese Children Songs